# Roy Moore
Roy Stewart Moore (Aussprache: /ɹɔɪ mɔːr/, * 11. Februar 1947 in Gadsden, Alabama) ist ein amerikanischer Jurist und früherer Richter am Alabama Supreme Court; er ist Veteran des Vietnamkriegs und war zeitweise professioneller Kickboxer.

## Berufliche Laufbahn
Als oberster Richter Alabamas wurde Moore zweimal durch den Obersten Gerichtshof der Vereinigten Staaten (Supreme Court) in Washington, D.C. seines Amtes enthoben: 2003 hatte er im Obersten Gerichtshof Alabamas einen tonnenschweren Granitblock mit einer Gravur der Zehn Gebote der Bibel aufstellen lassen, um seine Überzeugung auszudrücken, dass Staat und Religion nicht getrennt sein dürften und christlicher Glaube Vorrang vor säkularer Rechtspflege habe. Später fuhr er mit dem Granitwürfel auf einem Tieflader (im Volksmund Roy’s Rock, „Roys Felsen“) vor Kirchen und Supermärkten vor.
Vor der zweiten Entlassung als oberster Richter Alabamas hatte er ein Urteil des Supreme Court ignoriert, nach dem gleichgeschlechtliche Ehepartner nicht benachteiligt werden dürfen (zu seiner Haltung gegenüber der LGBT-Community siehe unten).

## Kontroverse politische Ansichten
Moore vertritt seit Jahren radikale politische Ansichten. Kritiker bezeichneten Moore wegen seiner oft religiös begründeten Positionen als „Ajatollah von Alabama“; seinen demokratischen Gegenkandidaten Doug Jones bei den Senatsnachwahlen im Dezember 2017 in Alabama bezeichnet er als „Abortion-Jones“ (Abtreibungs-Jones), da dieser die bundesstaatlichen Gesetze zu Schwangerschaftsabbrüchen nicht verändern will.

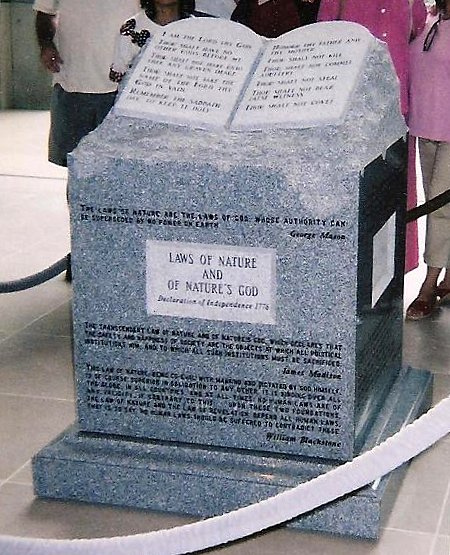
Roy Moores Granitblock mit den Zehn Geboten der Bibel: Laws of Nature and of Nature´s God („Die Gesetze der Natur und des Gottes der Natur“, August 2003, im Alabama Supreme Court-Gebäude)

In einem Interview mit einem konservativen US-Radiomoderator aus dem Jahr 2011 äußerte er die Ansicht, dass mit einer Aufhebung aller Zusätze zur Verfassung der Vereinigten Staaten, die nach der Bill of Rights verabschiedet wurden, „viele Probleme gelöst“ würden. Kommentare in den Medien wiesen darauf hin, dass dadurch auch die Abschaffung der Sklaverei (13. Verfassungszusatz) und die Einführung des Frauenwahlrechts (19. Verfassungszusatz) rückgängig gemacht würde.
Anfang 2017 erklärte er, die Terroranschläge am 11. September 2001 seien möglicherweise die Strafe für eine Entfremdung der Vereinigten Staaten von Gott, etwa durch das Zulassen von „Sodomy“ und Abtreibungen. Nach seinem Sieg bei den Vorwahlen warb Moore dafür, den säkularen Rechtsstaat abzuschaffen und stattdessen „Gottes Gesetz“ als einzig gültiges Recht zu etablieren. Im Jahr 2006 äußerte er in einem Leitartikel die Ansicht, der neu gewählte Kongressabgeordnete Keith Ellison dürfe aufgrund seines muslimischen Glaubens nicht in sein Amt eingeschworen werden. Außerdem sei er überzeugt, der ehemalige Präsident Barack Obama sei nicht in den USA geboren. Er lehnt eigenen Angaben zufolge die Evolutionstheorie ab.
Bei einer Veranstaltung im September 2017 beantwortete er die Frage, wann Amerika zum letzten Mal „großartig“ gewesen sei mit dem Satz: „Ich denke, dass es großartig war, als die Familien einig waren, obwohl wir Sklaverei hatten... unser Land hatte Orientierung ...“ und blendete damit zurück auf das Amerika Mitte des 19. Jahrhunderts. Bei derselben Veranstaltung bezeichnete er amerikanische Ureinwohner und asiatische Amerikaner als „Rote und Gelbe“.
Muslimen möchte Moore das passive Wahlrecht aberkennen, also die Möglichkeit, sich in ein politisches Amt wählen zu lassen.

### Positionen zur LGBT-Community
Während seiner Karriere als Richter und Politiker nahm Moore in zahlreichen Erklärungen und Gerichtsentscheidungen eine äußerst kritische Haltung zur LGBT-Community ein. Initiativen zur Gleichstellung, insbesondere von Transgender-Personen und Homosexualität, lehnte er entschieden ab. Seine Aussagen wurden in der öffentlichen Diskussion als homophob und transphob bezeichnet.
Moore zeigte sich in seinen Entscheidungen als Richter ablehnend gegenüber der Eheschließung und dem Adoptionsrecht für gleichgeschlechtliche Paare. In einem Gerichtsurteil als oberster Richter bezeichnete er in einer concurring opinion homosexuelles Verhalten als Scheidungsgrund, „Verbrechen gegen die Natur“ und einen „Akt unbeschreiblicher Abscheulichkeit“:

„Homosexual behavior is a ground for divorce, an act of sexual misconduct punishable as a crime in Alabama, a crime against nature, an inherent evil, and an act so heinous that it defies one's ability to describe it.

(deutsch: „Homosexuelles Verhalten ist ein Scheidungsgrund, ein Akt des sexuellen Missbrauchs, der in Alabama als Verbrechen strafbar ist, ein Verbrechen gegen die Natur, ein Übel in sich und ein so abscheulicher Vorgang, dass man es nicht beschreiben kann.“)“

In einem Fernsehinterview im Jahr 2005 äußerte er die Ansicht, homosexuelles Verhalten sollte kriminalisiert werden. Mit der Entscheidung Lawrence v. Texas, die 2003 zur Aufhebung aller „Sodomie“-Verbote führte, habe der Supreme Court sich widerrechtlich der gesetzgebenden Gewalt bemächtigt. Alabama hatte zu den 13 Staaten gehört, in denen bis zur Entscheidung des Obersten Gerichts Gesetze bestanden, die Geschlechtsverkehr unter Männern unter Strafe stellten. Die Fernsehsender CNN und NBC News wiesen auf ein YouTube-Video (wahrscheinlich von 2015) hin, in dem Moore seine Aussage zur Kriminalisierung in ähnlicher Form wiederholt.
Im Wahlkampf für den Senatssitz in Alabama bekräftigte er mehrfach seine ablehnende Haltung gegenüber der LGBT-Community. Am Beginn der TV-Debatte mit seinem Konkurrenten Luther Strange zur Vorwahl der Republikaner erklärte Moore, er wolle das Land von der Political Correctness und „sozialen Experimenten“ wie der Gleichberechtigung „befreien“. Das Land werde von „Kriminalität, Korruption, Unsittlichkeit, Abtreibung und sexueller Perversion“ überschwemmt (“Crime, corruption, immorality, abortion, sodomy, sexual perversion sweep our land.”). Tugend und Moral müsse wieder im Land einkehren. In einem Interview mit dem Guardian sagte er, wie einst Ronald Reagan über Russland könne man heute über die Vereinigten Staaten sagen, dass diese ein „Brennpunkt des Bösen in der Welt“ („focus of evil in the world“) seien, denn die US-Regierung setze sich für „viele schlechte Dinge“ wie die gleichgeschlechtliche Ehe ein. Eine TV-Debatte mit seinem demokratischen Konkurrenten Doug Jones lehnte er ab und begründete dies mit dessen „liberaler Haltung zur Transsexualität“.
Auf einer Pressekonferenz im November 2017 erklärte er, Transgenderpersonen stünden keine verfassungsmäßigen Rechte zu.

## Verlorene Nachwahl zum US-Senat 2017

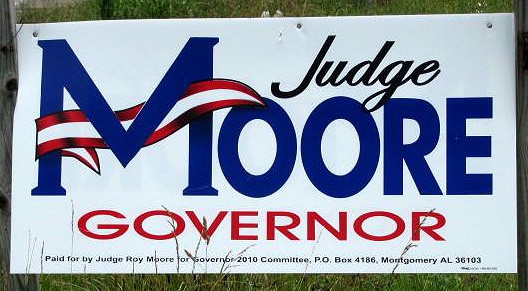
Wahlwerbung für Moore als Gouverneur

Moore war Kandidat der Republikaner für die Wahl am 12. Dezember 2017. Bei dieser wurde der Sitz im US-Senat neu besetzt, den Jeff Sessions bis zu seiner Ernennung als US-Justizminister in der Regierung Trump innehatte.
Nach Sessions’ Ernennung bestimmte der damalige Gouverneur Alabamas Robert J. Bentley Luther Strange kommissarisch zu dessen Nachfolger. Strange bewarb sich auch in der Vorwahl innerhalb der Republikanischen Partei für die Aufstellung als Kandidat für die Nachwahl und wurde dabei von der Parteiführung auf Bundesebene unterstützt, unter anderem von US-Präsident Donald Trump und vom Mehrheitsführer im US-Senat Mitch McConnell. Gegen Strange trat Roy Moore in der Vorwahl als Vertreter des rechtskonservativen Parteiflügels der Christlichen Rechten an und wurde dabei von Rechtspopulisten wie Stephen Bannon – der bis August 2017 Berater Trumps im Weißen Haus gewesen war – und dessen Breitbart News Network unterstützt: Moore gewann die Stichwahl am 26. September 2017 mit 54,6 % der Stimmen (Strange: 45,4 %). Daher trat Moore Mitte Dezember 2017 bei der außerordentlichen Nachwahl für die bis zur regulären Wahl 2020 verbleibende Wahlperiode gegen den Demokraten Doug Jones an. Die Washington Post bezeichnete Stranges Niederlage als „politischen Blitzschlag“ mit Auswirkungen auf den „Bürgerkrieg“ innerhalb der Republikanischen Partei: Dadurch würden Mandatsinhaber im Kongress demoralisiert, die sich Vorwahlherausforderern aus dem rechtspopulistischen Bereich gegenübersähen. Das Ergebnis brachte auch Fragen dazu auf, wie stark Trumps Einfluss auf seine rechte Unterstützerbasis noch ist.
Da mit Moore ein Kandidat vom rechten Rand der Republikanischen Partei antrat, sahen die Demokraten eine Außenseiterchance, diese Nachwahl im konservativ geprägten Bundesstaat Alabama zu gewinnen. Zugleich galt das Ergebnis der republikanischen Vorwahl als richtungsweisend für die Wahlen in den Vereinigten Staaten 2018. Bei der Nachwahl unterlag Moore mit wenigen zehntausend Stimmen Unterschied gegen Jones.

### Vorwürfe wegen sexuellen Missbrauchs auch von Minderjährigen
Am 9. November 2017 machte die Washington Post Anschuldigungen einer Frau öffentlich, die behauptet, 1979 als 14-Jährige vom damals 32-jährigen Moore zu sexuellen Handlungen veranlasst worden zu sein. Das Schutzalter beträgt im Bundesstaat Alabama 16 Jahre. Die Zeitung veröffentlichte zugleich die Aussagen von drei damals noch minderjährigen Frauen, denen Moore zwischen 1979 und 1982 Avancen gemacht haben soll. Moore ließ diese Vorwürfe bestreiten; sie seien von politischen Gegnern gestreut. Danach meldeten sich vier weitere Frauen und warfen Moore vor, er habe sie bedrängt. Ein Polizeibeamter und ehemalige Mitarbeiter eines Einkaufszentrums berichteten, Moore habe in den späten 1970er Jahren dort Hausverbot erhalten, da er immer wieder jungen Mädchen nachgestellt habe. Moores Anwalt dementierte diese Berichte nicht ausdrücklich; er wies darauf hin, dass keine offiziellen Dokumente existierten, die diese Aussagen belegen könnten.
Möglicherweise in Frage kommende Straftaten wären nach vorherrschender Meinung in allen bekannten Fällen verjährt.
Moore kündigte an, die Washington Post für ihre Berichterstattung wegen Verleumdung zu verklagen.
Kurz vor den Senats-Nachwahlen bezeugten bereits neun Frauen Anwendung sexualisierter Gewalt durch Moore gegen sie.

### Reaktionen auf die Missbrauchsvorwürfe
Der republikanische Mehrheitsführer im US-Senat, Mitch McConnell, erklärte am 9. November 2017, wenn die Anschuldigungen stimmen sollten, müsse sich Moore als Kandidat zurückziehen, und forderte das am 12. November ausdrücklich. Auch bei einer Distanzierung durch die Republikaner bliebe aber Moores Name weiterhin für die Partei auf den Wahlzetteln stehen. Es gibt die Möglichkeit, auf dem Wahlzettel einen anderen Kandidaten handschriftlich hinzuzufügen („Write in“); dafür wurde der Unterlegene der Vorwahl, der derzeitige Senator Luther Strange, ins Gespräch gebracht.
Während das Republican National Committee Moore daraufhin die Unterstützung beim Spendensammeln entzog, behielt die bundesstaatliche Republikanische Partei Alabamas ihre Unterstützung Moores bei. Der Republikaner Richard Shelby, neben Luther Strange zweiter US-Senator für Alabama, erklärte, seine Stimme per Briefwahl nicht für Moore, sondern für einen Einschreibekandidaten abgegeben zu haben. Die großen Zeitungen Alabamas machten am 19. November 2017 mit dem Titel Stand for Decency, Reject Roy Moore auf („Setzt euch für Anstand ein, weist Roy Moore zurück“) und bezeichneten den Demokraten Jones als einzigen Kandidaten als würdig, den Bundesstaat im US-Senat zu vertreten. Unterstützung erhielt Moore seitens seiner religiös-konservativen Basis. Besondere Aufmerksamkeit erhielt Jim Ziegler, der oberste Rechnungsprüfer Alabamas, der die Moore-Affäre als „viel Lärm und wenig dahinter“ („much ado about very little“) bezeichnete; bei der Geburt Jesu sei die Jungfrau Maria auch noch ein Teenager und Josef ein erwachsener Mann gewesen. Theologen und Kirchenvertreter kritisierten diese Aussage als moralisch verwerflich und faktisch nicht zutreffend.
Präsident Donald Trump nahm zu Moores Kandidatur lange keine klare Haltung ein. Über seine Pressesprecherin ließ er verlaufen, die Vorwürfe seien „beunruhigend“ und müssten ernst genommen werden, die Frage nach dem nächsten Vertreter im Senat sollte jedoch von den Wählern im Staat Alabama getroffen werden. Am 21. November 2017 stellte sich Trump hinter Moore und verwies darauf, dass Moore die Missbrauchsvorwürfe zurückweise. Am 26. November erklärte er über Twitter, Moores Konkurrent Doug Jones sei „eine Katastrophe“; man dürfe den Demokraten um Minderheitsführer Chuck Schumer nicht die Kontrolle über den Senat überlassen. Am 4. Dezember 2017 gab ein Sprecher des Weißen Hauses bekannt, dass Trump eine offizielle Wahlempfehlung (Endorsement) für Moore abgegeben habe, woraufhin das Republican National Committee die finanzielle Unterstützung Moores wieder aufnahm. Viele US-Senatoren der Partei blieben bei ihrer skeptischen Haltung; Susan Collins erklärte, sie halte die Unterstützung Moores für einen Fehler, Jeff Flake spendete für dessen Konkurrenten Jones.

### Auswirkung der Missbrauchsvorwürfe in den Umfragen
Moore hatte vor Bekanntwerden der Missbrauchsvorwürfe am 9. November die Umfragen zur Wahl im Schnitt mit 48:42 Prozent geführt und damit bereits deutlich knapper als für einen republikanischen Kandidaten üblich. Mit einem Cook Partisan Voting Index von R+15 gilt Alabama als sehr sicherer Staat für die Republikaner. Der bisherige Mandatsträger Jeff Sessions hatte die Senatswahlen in Alabama seit seiner ersten Wahl im Jahr 1996 mit großem Abstand gewonnen. Bei der Wahl im Jahr 2014 hatten die Demokraten auf die Aufstellung eines Gegenkandidaten verzichtet.
In einer ersten Umfrage am Tag nach Bekanntwerden der Missbrauchsvorwürfe, bei der 82 Prozent der Teilnehmer angaben, von den Anschuldigungen erfahren zu haben, lag Moore mit dem demokratischen Gegenkandidaten gleichauf bei 46 Prozent. Zugleich erklärten 54 Prozent der Wähler und 73 Prozent der Republikaner, Moore solle seine Kandidatur aufrechterhalten. Von da an sahen die Umfragen mal den einen und mal den anderen Kandidaten in Führung. Weil die Wahlbeteiligung bei Nachwahlen generell schwer einzuschätzen ist und bei den außerordentlichen Umständen dieser Wahl im Besonderen, galten die Umfragen als wenig aussagekräftiger Indikator.

### Persönliche Auswirkungen der Missbrauchsvorwürfe
Im März 2018 startete Moore ein Crowdfundingprojekt mit dem Ziel, 250.000 US-Dollar von den Unterstützern seiner Kandidatur einzuwerben, um von den mutmaßlichen Belästigungsopfern angestrengte Klagen abzuwehren. In einer Mitteilung auf Facebook gab Moore an, die Kosten für seinen Rechtsbeistand könnten sich auf über 100.000 US-Dollar belaufen. Schwule, Lesben und Transgender hätten sich mit denjenigen verbündet, die Abtreibungen und Sodomie befürworteten. In solch „gefährlichen Zeiten“ dürften Christen es sich nicht erlauben, untätig zu bleiben (gefolgt von einem Bibelzitat der Verse 2 Timotheus 3-4). Nach der gescheiterten Kandidatur seien seine finanziellen Ressourcen jedoch erschöpft. Daher benötige er jetzt finanzielle Hilfe, um mit einem Rechtsverteidigungsfonds (Roy Moore Legal Defense Fund) diejenigen, „die Amerika zerstören wollten“, endgültig zu besiegen.

## Wahlen zum US-Senat 2020
Am 20. Juni 2019 kündigte Moore an, bei den Wahlen zum US-Senat im Jahr 2020 erneut antreten zu wollen. Im Wahlkampf zur republikanischen Vorwahl stellte er sich als Kämpfer für die Religionsfreiheit dar, die er mit seiner Weigerung, den Granitblock mit den Zehn Geboten aus dem Obersten Gerichtshof zu entfernen, und der Ablehnung gleichgeschlechtlicher Ehen als Richter verteidigt hätte.
Bei der Vorwahl am 3. März 2020 erhielt er 7,2 % der Stimmen und schied damit aus dem Rennen aus.